# トレヴィーゾ県

トレヴィーゾ県
Provincia di Treviso

トレヴィーゾ県（トレヴィーゾけん、Provincia di Treviso）は、イタリア共和国ヴェネト州に属する県。県都はトレヴィーゾ。

## 地理

### 位置・広がり
ヴェネト州の中部に位置する。県都トレヴィーゾは、州都ヴェネツィアから北北西へ約27km、ポルデノーネから西南へ約46km、ベッルーノから南へ約53km、ヴィチェンツァから東北東へ約56kmの距離にある。
隣接する県は以下の通り。
- ベッルーノ県 - 北
- ポルデノーネ県（フリウリ＝ヴェネツィア・ジュリア州） - 東

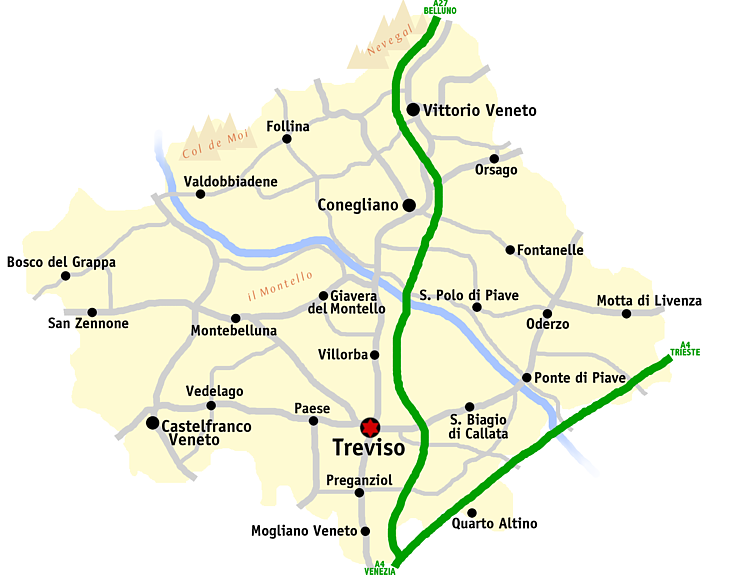
トレヴィーゾ県概略図

- ヴェネツィア県 - 南
- パドヴァ県 - 南西
- ヴィチェンツァ県 - 西

### 県内の地域と主要な都市
2001年の国勢調査に基づく居住地区（Località abitata）別人口統計よれば、人口1万人以上の都市は以下の通り。（　）内は所属コムーネ（自治体）名を示すが、都市名と同一の場合は省いた。
- トレヴィーゾ - 76,252人
- コネリアーノ - 31,460人
- ヴィットリオ・ヴェネト - 25,278人
- カステルフランコ・ヴェーネト - 24,392人
- モンテベッルーナ - 23,644人
- モリアーノ・ヴェーネト - 21,009人
- ランチェニゴ＝ヴィッロルバ（ヴィッロルバ市） - 13,857人
- オデルツォ - 13,395人

- トレヴィーゾ
- コネリアーノ

## 交通

### 空港
- トレヴィーゾ空港

## 行政区画
トレヴィーゾ県には94のコムーネが属する。主要なコムーネ（人口上位15位）は下表の通り。左端の数字はISTATコードを示す。人口は2022年1月1日現在。
右の地図中の番号は、コムーネのISTATコード下3桁を示す。下表に掲げた主要なコムーネのうち、地図中に名称を記さなかったものについては、番号を太字で示した。
| コード | 自治体名                           | 人口   |
| ------ | ---------------------------------- | ------ |
| 026086 | トレヴィーゾ                       | 84,793 |
| 026021 | コネリアーノ                       | 34,279 |
| 026012 | カステルフランコ・ヴェーネト       | 33,112 |
| 026046 | モンテベッルーナ                   | 31,058 |
| 026043 | モリアーノ・ヴェーネト             | 27,592 |
| 026092 | ヴィットリオ・ヴェネト             | 27,213 |
| 026055 | パエーゼ                           | 22,031 |
| 026051 | オデルツォ                         | 20,023 |
| 026091 | ヴィッロルバ                       | 17,609 |
| 026063 | プレガンツィオール                 | 16,778 |
| 026089 | ヴェデラーゴ                       | 16,518 |
| 026069 | ロンカーデ                         | 14,658 |
| 026009 | カザーレ・スル・シーレ             | 13,184 |
| 026059 | ポンツァーノ・ヴェーネト           | 12,986 |
| 026071 | サン・ビアージョ・ディ・カッラルタ | 12,710 |

21世紀に入って以降、以下のコムーネ統廃合 (it:Fusione di comuni italiani) が行われている。
2019年発足
- ピエーヴェ・デル・グラッパ（クレスパーノ・デル・グラッパ、パデルノ・デル・グラッパが合併）

## 人物

### 著名な出身者
- ジョルジョーネ - ルネサンス期の画家。カステルフランコ・ヴェーネト生まれ
- ピウス10世 - 20世紀初頭のローマ教皇。リエーゼ・ピオ・デーチモ生まれ
- コッラド・ジニ - 統計学者、社会学者。モッタ・ディ・リヴェンツァ生まれ
- アレッサンドロ・デル・ピエロ - サッカー選手。コネリアーノ生まれ